# Karl Mayer (Politiker, 1878)
Karl Mayer (* 16. Dezember 1878 in Ludwigshafen; † 18. Oktober 1951 in München) war ein deutscher Politiker, Bürgermeister von Donauwörth (1908–1915) und Oberbürgermeister von Neuburg an der Donau (1915–1933). 

## Leben
Mayer war das erste Kind des Postbeamten Emil (1849–1900) und Rosa Mayer, geb. Melber (1854–1906). Während seines Studiums wurde er 1898 Mitglied der KDStV Aenania München im CV. Nach dem Studium der Rechtswissenschaften an der Universität München (1898–1900), der Universität Erlangen (1900–1902) und dem Militärdienst (1902–1903) legte er 1906 die große Staatsprüfung (zweite Prüfung für den höheren Justiz- und Verwaltungsdienst) ab und arbeitete zunächst als Rechtsanwalt in Würzburg. Im Jahr 1907 heiratete er Anna, geb. Vogt. Mit ihr hatte er unter anderem eine Tochter, Irmgard. Diese heiratete 1929 den Dichter und Juristen Renatus Sachs.

## Tätigkeiten

### Bürgermeister in Donauwörth
Am 30. Dezember 1907 wurde Karl Mayer einstimmig zum rechtskundigen Bürgermeister der kreisunmittelbaren schwäbischen Stadt Donauwörth gewählt. Am 29. Februar 1908 trat er dieses Amt an. Ab 1909 war er Mitglied des schwäbischen Landrats und des schwäbischen Oberversicherungsamtes.

### Oberbürgermeister in Neuburg an der Donau
Mayer wurde am 20. November 1915 zum Bürgermeister der Unmittelbaren Stadt Neuburg an der Donau gewählt und nach der Umwandlung des Königreichs Bayern in eine Republik am 14. Juli 1919 wiedergewählt. Am 22. Dezember 1927 verlieh ihm das Bayerische Staatsministerium des Innern den Titel Oberbürgermeister.
Nachdem der nationalsozialistische Justizinspektor und Zweite Bürgermeister Anton Mündler das Amt des Ersten Bürgermeisters für sich selbst beanspruchte, wurde Mayer 1933 abgesetzt und trat daraufhin in den Ruhestand.

### Erzwungener Ruhestand
In diesem Ruhestand, den er ab Januar 1934 in München verbrachte, betätigte sich Mayer als juristischer Autor. Unter anderem wirkte er am Werk Gesetzesanzeiger mit, das im Richard Boorberg Verlag in Stuttgart erschien und von Rechtsanwalt Georg Volkhardt, dem früheren Bürgermeister von Kaufbeuren, herausgegeben wurde. Mit seinem älteren Sohn, dem Regierungsrat Edi-Günter Mayer, gab er (unter dem Namen des Sohnes) Deutsches Namensrecht heraus (Rehm-Verlag, München 1939). Er arbeitete auch sonst für den Rehm- und den Kommunalschriftenverlag, meist ohne Nennung seines Namens.

### Richter in Entnazifizierungsverfahren
Nach dem Ende des Zweiten Weltkrieges erließ die amerikanische Militärregierung 1946 das Entnazifizierungsgesetz und errichtete Spruchkammern, Berufungskammern, Hauptkammern, einen Kassationshof und das Bayerische Staatsministerium für Sonderaufgaben, für die sie unbescholtene deutsche Juristen suchte. Karl Mayer meldete sich und wurde am 16. April 1946 als Vorsitzender der 10. Münchener Spruchkammer vereidigt. 

#### Verurteilung des Verräters der Geschwister Scholl
In dieser Kammer hatte Mayer die erste öffentliche Spruchkammersitzung in München zu leiten. Angeklagt waren dabei der ehemalige Hausdiener der Universität Jakob Schmid, der die Geschwister Scholl beim Auslegen hitlerfeindlicher Schriften überraschte und sie, mit dem damaligen Hausmeister der Universität Albert Scheithammer, zum damaligen Syndikus und Abwehrbeauftragten der Universität Häffner gebracht hatte. Die Geschwister Scholl waren daraufhin wegen Vorbereitung zum Hochverrat zum Tode verurteilt und am 22. Februar 1943 in Stadelheim hingerichtet worden. Schmid, SA-Mitglied seit 1. November 1933, Parteigenosse seit 1. Mai 1937 und seit 1. September 1943 Zellenleiter, war für seine Tat vom Gauleiter Giesler mit einem Händedruck gedankt, mit 3.000 RM belohnt und zum Truppführer ehrenhalber ernannt worden. 
Die Hauptverhandlung fand am 15. Juni 1946 in Gegenwart von Colonel Keller von der amerikanischen Militärregierung, des bayerischen Ministerpräsidenten Wilhelm Hoegner, der Minister Josef Seifried und Albert Roßhaupter, des Ministers im Sonderministerium Schmidt und des Chefs der Bayerischen Landpolizei statt. Mayer begann mit einer Ansprache, in der er den Amerikanern für das Vertrauen dankte, das sie dem deutschen Volk bewiesen, indem sie die Durchführung des Befreiungsgesetzes in deutsche Hände legten. Er sagte: „Wir wollen uns dieses Vertrauens würdig erweisen und wollen keine Vergeltung, keine Rache, sondern Recht sprechen.“
Die Verhandlung dauerte vier Stunden, die Beratung eine halbe Stunde. Schmid erhielt als Hauptschuldiger fünf Jahre Arbeitslager. 
Die Angelegenheit erregte großes Aufsehen. Die Wochenschau berichtete mit einem Film darüber. In der Süddeutschen Zeitung (1946, Nr. 46 und 49) erschien ein Bild des Gerichts und ein näherer Bericht. Ministerpräsident Hoegner äußerte, dass er an der Verhandlungsführung des Vorsitzenden, der zum ersten Mal eine Gerichtsverhandlung geleitet hatte, nichts auszusetzen gehabt habe.
Eine künstlerische Umsetzung der Gerichtsverhandlung findet sich in dem Fernsehspiel Der Pedell von Eberhard Itzenplitz.
Mayer war als Der Oberbürgermeister allgemein bekannt. Sein Bemühen um Sachlichkeit und vernünftige Beurteilung der Fälle verschaffte ihm Achtung und Ansehen. Mit 20. November 1946 wurde er urkundlich zum Vorsitzenden der Berufungskammer in München ernannt.

### Senatsvorsitzender beim Kassationshof
Mit Sondervertrag vom 24. November 1947 wurde Mayer als Senatsvorsitzender beim Kassationshof mit Wirkung vom 1. Oktober 1947 in das Staatsministerium für Sonderaufgaben berufen.

### Tätigkeiten in der Ministerialverwaltung
Nach der Auflösung des Kassationshofes wurde Mayer für Verwaltungsaufgaben im Sonderministerium herangezogen, wo er neben Staatssekretär Camille Sachs arbeitete, mit dem zusammen er einst als Rechtspraktikant tätig gewesen war. Längere Zeit war er auch Leiter der Personalabteilung des Sonderministeriums, bevor er sich im Juli 1951 endgültig in den Ruhestand zurückzog.

## Filme
- Der Pedell, 1971, Regie: Eberhard Itzenplitz, mit Alois Maria Giani als Vorsitzender
- Die Erben des Hakenkreuzes. Die Geschichte der Entnazifizierung in den beiden deutschen Staaten (WDR, 1988, 120 Min.), Regie: Christina von Braun, mit Ausschnitten von der Urteilsverkündigung durch Mayer gegen Jakob Schmid